# Parque Nacional Los Remedios
Parque Nacional Los Remedios är en nationalpark i Mexiko.   Den ligger i delstaten Mexiko, i den sydöstra delen av landet, i huvudstaden Mexico City. Parque Nacional Los Remedios ligger 2 311 meter över havet.